# Schwarze Teufelskralle
Die Schwarze Teufelskralle (Phyteuma nigrum), im deutschsprachigen Raum auch Blaue Waldrapunzel oder Schwarze Rapunzel genannt, ist eine Pflanzenart, die zur Gattung der Teufelskrallen (Phyteuma) in der Familie der Glockenblumengewächse  (Campanulaceae) gehört.

## Beschreibung

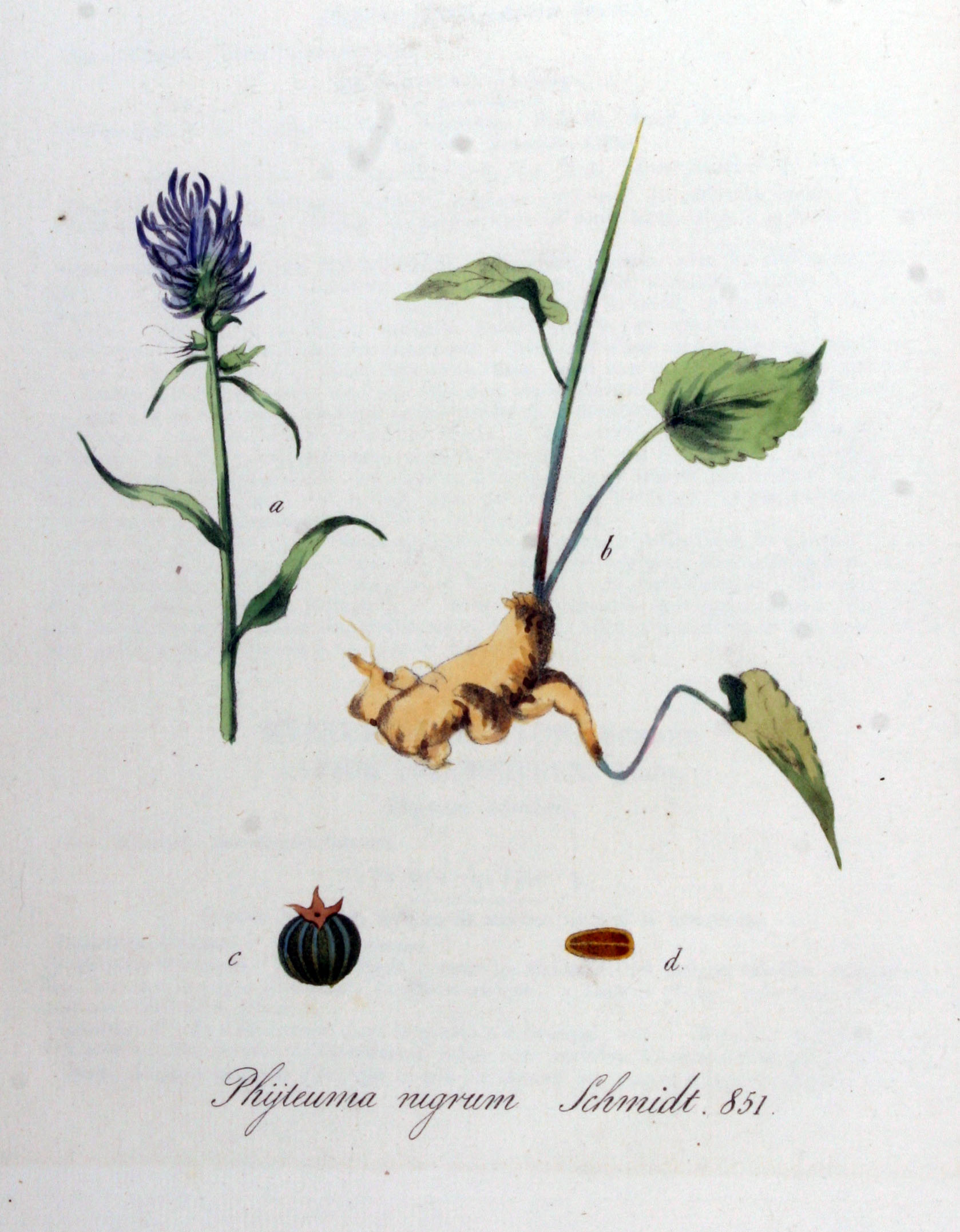
Illustration aus Flora Batava, Volume 11

### Vegetative Merkmale
Die Schwarze Teufelskralle ist eine ausdauernde krautige Pflanze, die Wuchshöhen von 20 bis 70 Zentimetern erreicht. Die Laubblätter sind lanzettlich geformt und in etwa halb so breit wie lang. Die Grundblätter besitzen meist nur einen seicht herzförmigen Spreitengrund mit gekerbtem bis gesägtem Blattrand. Die unteren Stängelblätter sind eilanzettlich und am Grund verschmälert, die mittleren und die oberen weisen nur eine reduzierte Spreite auf.

### Generative Merkmale

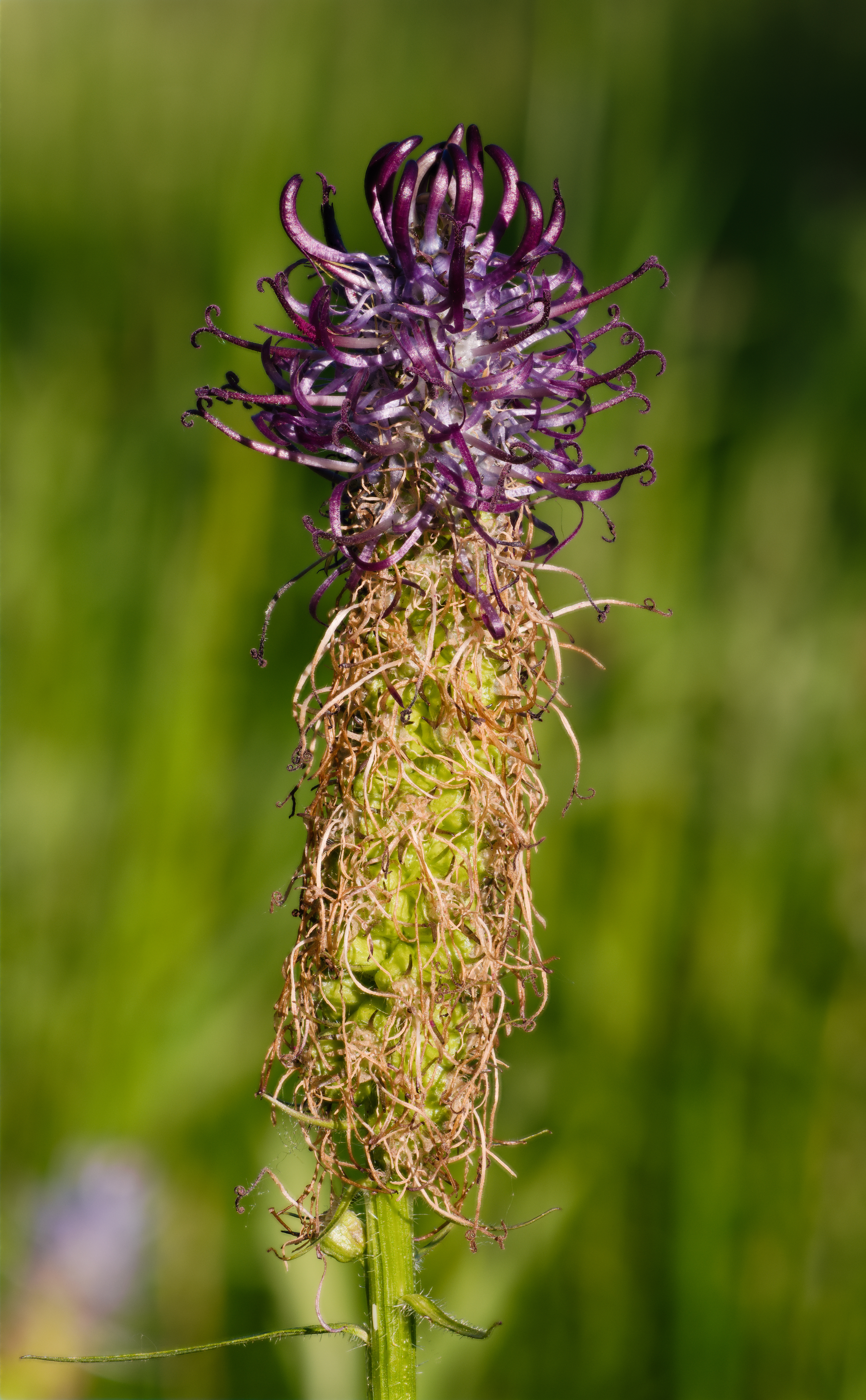
Blütenstand, teilweise verblüht, mit Blüten in verschiedenen Stadien

Der bei einem Durchmesser von 1,5 bis 3 Zentimetern relativ breite, ei- bis walzenförmigen, ährigen Blütenstand  weist ein bis zwei Hochblätter auf. Die Hüllblätter sind linealisch bis lanzettlich.
Die zwittrige, fünfzählige Blüte ist vor dem Aufblühen deutlich gekrümmt. Die fünf Kronblätter sind schwarzviolett oder schwarzblau, selten weiß. Die Kronblätter sind zuerst zu einer Röhre verwachsen, welche während des Aufblühens von unten nach oben aufplatzt. An der Spitze bleiben die Kronblätter jedoch länger verbunden und die Krone ist krallenförmig nach oben gebogen. Der Griffel endet in zwei Narbenästen.
Die Chromosomenzahl beträgt 2n = 22.

## Ökologie
Die Blüten sind vormännlich. Die Kronblätter pressen die sich nach innen öffnenden Staubbeutel an die Griffelbürste, die den Pollen aufnimmt. Danach wächst der Griffel, bis seine Spitze die Kronröhre überragt. Danach öffnen sich die Narbenäste. Bestäuber sind Bienen und Schwebfliegen. Die Blütezeit erstreckt je nach Standort von Mai bis Juli.

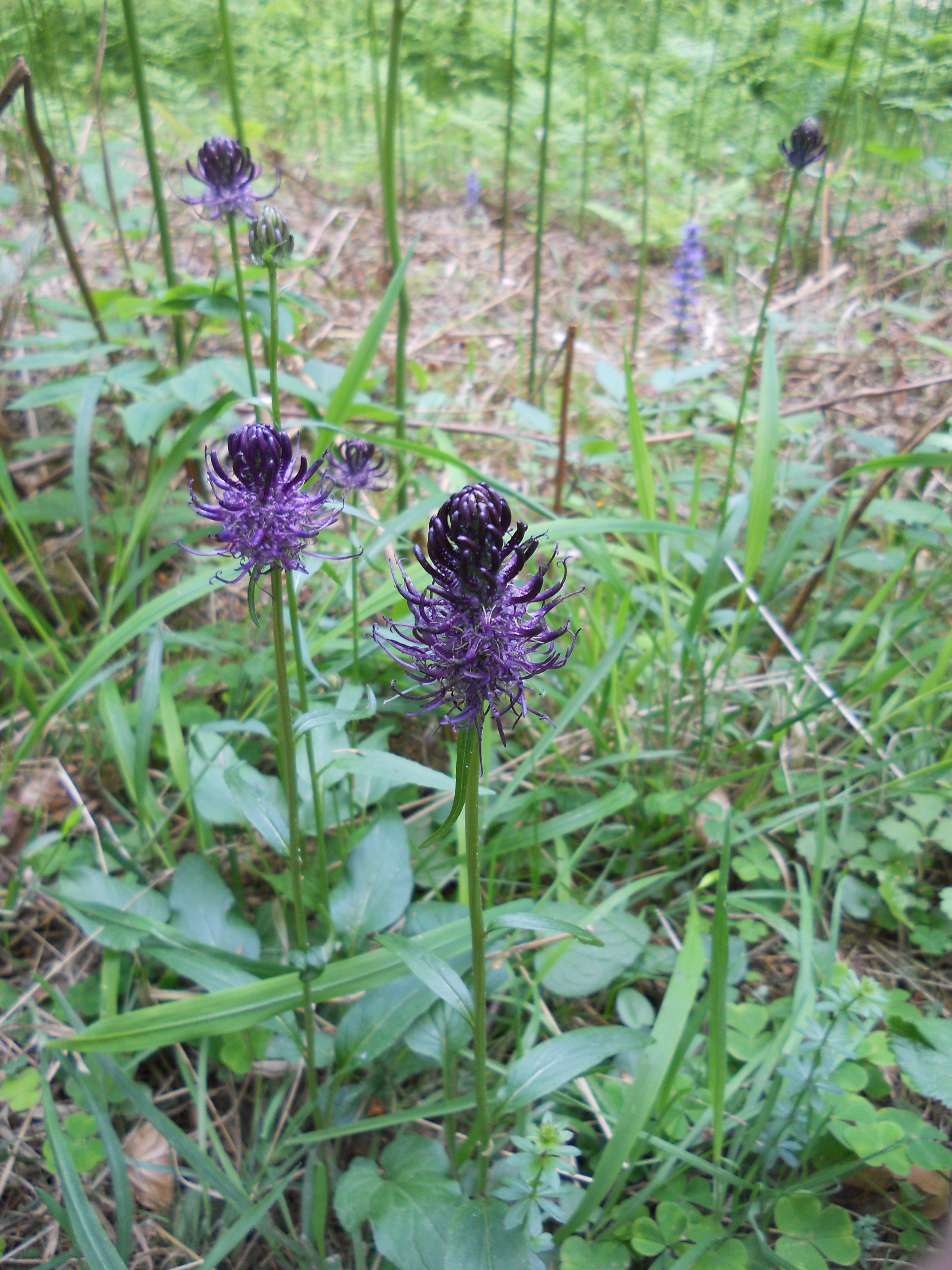
Habitus am Standort bei Bad Honnef

## Vorkommen
Die Schwarze Teufelskralle findet sich nur in Mitteleuropa in den Silikat-Mittelgebirgen. Sie ist im Gebiet der Böhmischen Masse zu finden.
Ihr Verbreitungsgebiet umfasst Frankreich, Deutschland, Belgien, Luxemburg, Tschechien, Österreich und Belarus.
In Deutschland ist sie vor allem in mittleren Gebirgslagen (u. a. Odenwald, Eifel, Siebengebirge, Rothaargebirge) verbreitet. Höchstes Vorkommen im Südschwarzwald am Feldberg auf 1400 müNN. In Österreich ist die Schwarze Teufelskralle selten, während sie in der Schweiz nur adventiv auftritt. Die ökologischen Zeigerwerte nach Landolt et al. 2010 sind in der Schweiz: Feuchtezahl F = 3+ (feucht), Lichtzahl L = 3 (halbschattig), Reaktionszahl R = 2 (sauer), Temperaturzahl T = 3+ (unter-montan und ober-kollin), Nährstoffzahl N = 3 (mäßig nährstoffarm bis mäßig nährstoffreich), Kontinentalitätszahl K = 2 (subozeanisch).
Sie wächst auf mäßig nährstoffreichen, kalkarmen Lehmböden an sonnigen bis halbschattigen Plätzen. Sie gedeiht auf frischen, bodensauren Fettwiesen und an Waldsäumen. Sie ist kalkmeidend und ein Lehmzeiger. Sie wächst von der collinen bis zur montanen Höhenstufe. Eher zerstreut wächst die Schwarze Teufelskralle auch auf Wiesen, Parks und lichten Laubwäldern. Sie ist in Mitteleuropa eine Charakterart des Geranio-Trisetetum aus dem Verband Polygono-Trisetion, kommt aber auch in montanen Arrhenathereten und in tieferen Lagen auch in Carpinion-Gesellschaften vor.

## Gefährdung und Schutz
Die Schwarze Teufelskralle steht bundesweit auf der Vorwarnliste und gilt damit als schonbedürftig. Erhard Dörr und Wolfgang Lippert berichten, dass die Art infolge intensiver Bewirtschaftung durch Düngung, Drainage oder Aufforstung im Rückgang ist. Sie ist besonders schnittempfindlich. Der erste Schnitt sollte nicht vor Mitte Juli stattfinden. Die Bundesrepublik Deutschland ist in hohem Maße verantwortlich für die Art.

## Taxonomie und Systematik
Die Erstveröffentlichung von Phyteuma nigrum erfolgte 1794 durch Franz Willibald Schmidt in Flora Boemica Band 2 Seite 87 ("1793").
Zur Kreuzung der Schwarzen Teufelskralle (Phyteuma nigrum) mit der Ährigen Teufelskralle (Phyteuma spicatum) = Phyteuma ×adulterinum siehe unter Ährige Teufelskralle.